# Ralf Bönt

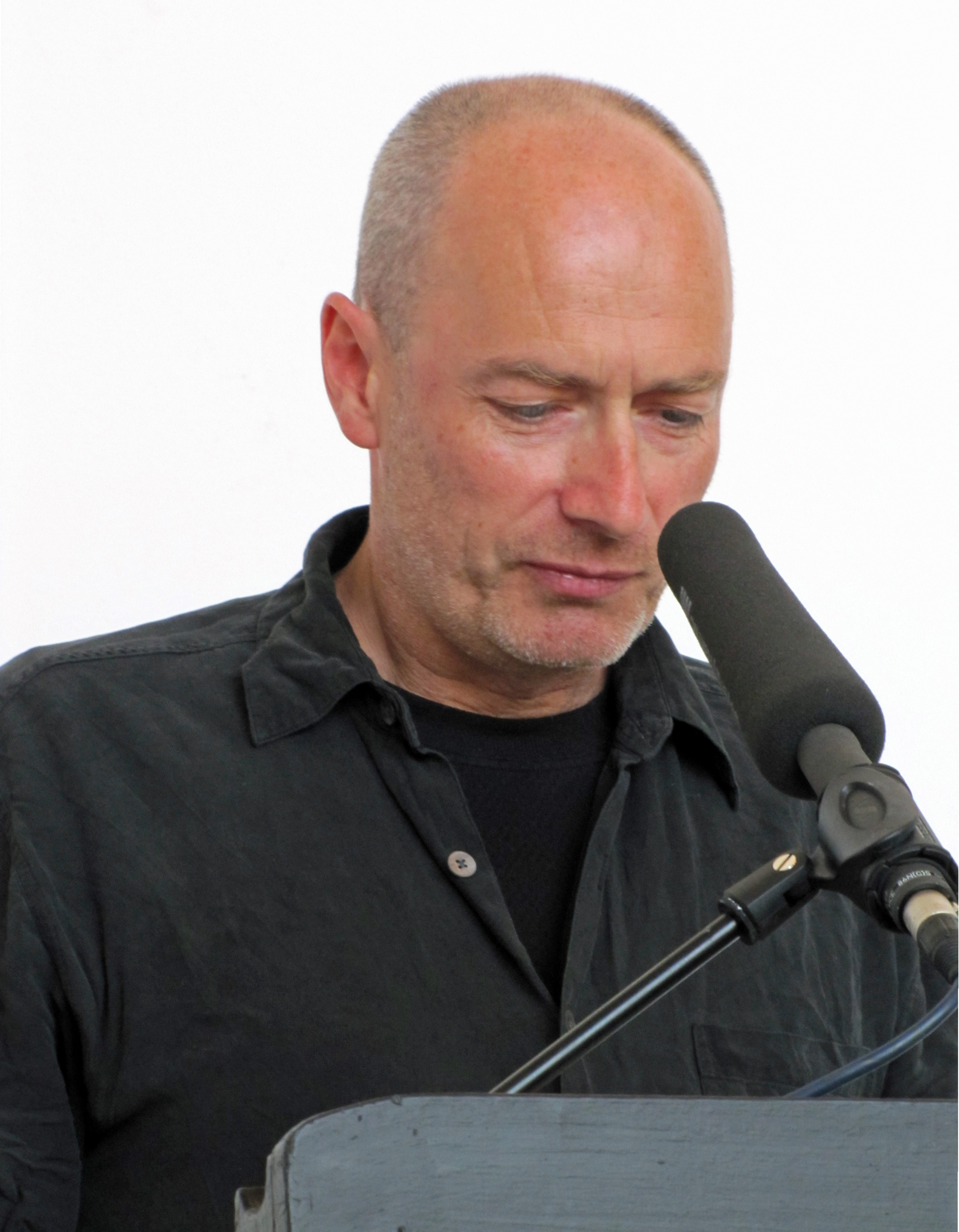
Ralf Bönt (2011)

Ralf Bönt (* 1963 in Lich) ist ein deutscher Schriftsteller.

## Leben
Aufgewachsen in Bielefeld, absolvierte er zunächst eine Lehre als Kfz-Mechaniker. Anschließend studierte er Physik. Er promovierte bei Harald Fritzsch und arbeitete anschließend am Europäischen Kernforschungszentrum CERN, am Brookhaven National Laboratory New York und am DESY. 
Seit 1994 arbeitet Bönt als freier Schriftsteller. 
1996 prognostizierte Bönt in Heft 6 "neue deutsche literatur" anhand von Norman Ohlers Roman Die Quotenmaschine, dass der Hype um die neue Freiheit des Internets nicht andauern und sich auch dort das Kapital durchsetzen würde.
1998 trat er auf Einladung der Feministin Silvia Bovenschen beim Ingeborg-Bachmann-Preis auf und wurde für Auszüge aus dem Roman "Gold" mit dem 3sat-Stipendium ausgezeichnet. Er veröffentlichte Erzählungen, Hörspiele, Romane, Essays und Anthologien. Seine Essays umspannen viele Themen. Seit 2017 ist er, auf Vorschlag von Liane Dirks, Mitglied im PEN-Zentrum Deutschland. Im Juni 2022 gehörte er zudem zu den Mitgründern des PEN Berlin.
Auf Bönts Initiative kamen im Mai 2008 Autoren aus Israel und Deutschland in Berlin zusammen, um das erste Fußballspiel der Writers' League unter der Schirmherrschaft von Frank-Walter Steinmeier und Theo Zwanziger auszutragen. Zum Wahlkampf 2009 erschien sein Porträt „Der inverse Sozialdemokrat“. Im selben Jahr kommentierte Bönt die Debatte um das Krebsbuch von Christoph Schlingensief, der den Beitrag dankend kommentierte und danach nicht mehr in der Öffentlichkeit über seine Krankheit redete.
2009 erschien der Roman „Die Entdeckung des Lichts“ über Michael Faraday und Ada Lovelace, der auf der Spiegel-Bestsellerliste stand. Das zdf nachtstudio von Volker Panzer machte dazu eine Sendung. 
In der Süddeutschen Zeitung erschien 2010 sein Bericht über einen Besuch auf den Killing Fields in Phnom Penh, Kambodscha.
2011 positionierte sich Bönt nach dem Atomunfall in Fukushima europaweit auf Seiten der Kernkraftgegner.
In seinem 2012 erschienenen Buch Das entehrte Geschlecht. Ein notwendiges Manifest für den Mann schreibt Bönt, dass Männer immer automatisch als Täter und Frauen als Opfer stilisiert würden. In der Vergangenheit seien Männer beispielsweise vom Familienleben ferngehalten oder zu Soldaten gemacht worden. Das Patriarchat berge demnach viele Nachteile, die von Sexismen und Rollenerwartungen gegenüber Männern oder kürzerer Lebenserwartung unter Männern geprägt sind. Im Club 2 des ORF stritt er um die Bedeutung des gender pay gaps. Eine Einladung bei Maischberger lehnte er ab. Das Buch ist von der Verlegerin Annette C. Anton verlegt worden, die als jene EMMA-Autorin gilt, die die heftigsten Debatten provoziert.
Bönt schrieb 2012 mehrfach zur Beschneidungsdebatte.
Zur weltweiten Debatte um Metoo schrieb Bönt mehrere Texte und machte schließlich mit der Gendertheoretikerin Paula-Irene Villa Braslavsky eine Radiosendung mit Hörerbeteiligung. In der Sendung beschrieb ein zugeschalteter Mann die Vergewaltigung durch die Freundin seiner Mutter, die sich ereignete, als er 16 Jahre alt war. Vermutlich ist dies die erste Schilderung dieser Art in der Öffentlichkeit.
2018 beschrieb Bönt in der Süddeutschen Zeitung unter dem Titel Weißer Blackout ein Gespräch mit einem ehemaligen Freund, der sich radikalisiert hatte und der AfD beigetreten war. In dem Gespräch zeigte sich der zügellose Frauenhass, den man in der Partei findet. Vermutlich handelt es sich bei der nicht genannten Person um Nicolaus Fest, der als Abgeordneter des Europaparlamentes später auch den verstorbenen ehemaligen Vizepräsidenten des Europäischen Parlamentes David Sassoli verunglimpfte.
Im Herbst 2020 gehörte er zu den Erstunterzeichnern des Appell für freie Debattenräume.
Im Winter 2022/21 forderte Bönt in Die Zeit, das Geschlecht in der Corona - Impfverordnung als Risikofaktor nicht zu unterschlagen. Margarete Stokowski twitterte daraufhin, Männer sollten sich öfter die Hände waschen. Nele Pollatschek bezeichnete dies in der Süddeutschen Zeitung als Sexismus. Gilda Sahebi wies in der taz darauf hin, dass es sich bei der Forderung um geschlechtersensible Medizin handelt. Der NDR Podcast mit Sandra Ciesek nahm das Thema auf und ergänzte die von Bönt angeführten medizinischen Fakten, welche Männer anfälliger für Coronaviren machen.
Im Mai 2021 argumentierte Bönt bei Zeit Online gegen die Relativierung von Wissenschaftlichen Erkenntnissen. Der Virologe Christian Drosten bezeichnete den Artikel auf Twitter als „enorm wichtig“. Der Epidemiologe Karl Lauterbach unterstützte die Thesen. Philosophen diskutierten dagegen, ob Epikur richtig zitiert worden sei. Der Historiker Philipp Sarasin widersprach Bönt in Teilen.
2022 schlug Bönt ein neues Honorifikum vor, um die Probleme beim sprachlichen gendern zu lösen. Dazu sollten Männer das generische Femininum verwenden und Frauen das Maskulinum.
Auf Wunsch des 'Freitag' schrieb Bönt im August 2022 einen Text über seine Wehrdienstverweigerung und bekannte sich zur Verteidigung der Ukraine. Der Text erhielt viele wütende Kommentare. Diesen und alle anderen Beiträge, die seit 1999 beim 'Freitag' erschienen waren, zog Bönt von der Website zurück, nachdem der Eigentümer des Freitag, Jakob Augstein ein Gespräch mit der ukrainischen Autorin Tanja Maljartschuk geführt hatte, das große Aufregung erzeugte. Allerdings gab er dem Freitag kurz darauf ein Interview zum Streit im PEN Berlin über eine Rede des PEN-Präsidenten der USA, Ayad Akhtar. Darin kritisiert er vor allem Adrian Daubs Kritik der Rede. Daub legitimiere ein aktuelles Publikationsverbot qua Hautfarbe durch Kollektivschuld, etwas, das man gerade habe abschaffen wollen.
In der Literaturzeitschrift Sinn und Form erschien im September 2022 der Essay „Über Unwissende. Versuch zum Verlust der Gegenwart.“ Im selben Monat erschien eine Replik auf mehrere Gastkommentare zur Pandemie, die in der FAZ erschienen waren, etwa von Daniel Kehlmann, Caspar Hirschi und René Schlott.
In der Buchmessenbeilage der „Zeit“ erschien 2022 die Rezension einer Biografie Emmy Noethers.
Im Januar 2023 schloss Bönt mit der Lieferung von zwei Feuerwehrautos und einer großen Zahl von Generatoren an Friedenspreisträger Serhij Zhadan eine Hilfsaktion für die Ostukraine ab, in der er mit Liane Bednarz und dem PEN Berlin 196.500 Euro an Spenden gesammelt hatte. Im Oktober im SWR Diskussion zur Öffentlichkeitsscheu von Frauen, im November kritisierte er die Rede von Susan Neiman auf der Fünfzigjahrfeier der Grundwertekommission der SPD scharf und im Dezember in einem Interview für den Cicero ebenso scharf die Sprecher des PEN Berlin mit Bezug auf ihre Haltung zu Israel nach dem Schwarzen Schabatt. Ebenfalls im Cicero erschien ein Text zum gender election gap. 
In der Süddeutschen Zeitung schrieb Bönt über heulende Männer im Sommer 2024 und bezeichnete in einer Rezension der Berlin-Beschimpfung des Lyrikers Björn Kuhligk Berlin als Stadt, die immer schläft. Im Tagesspiegel erschien ein Stück über Meinungsfreiheit und die AfD. 
Bei den Ruhrbaronen veröffentlichte Bönt einen Essay über niedlichen Antisemitismus und distanzierte sich mit anderen Autoren wie Alida Bremer, Ronya Othmann, Marko Martin, Thomas Meyer und Stephan Wackwitz von einer Resolution des PEN Berlin. Auf einer viel diskutierten Mitgliederversammlung brachte er selbst eine Resolution zum Schicksal des israelischen Journalisten und Pazifisten Oded Lifshitz ein, der am 7. Oktober 2023 aus dem Kibbuz Nir Oz entführt wurde und der dem zu dem Zeitpunkt seit über einem Jahr verschollen war.
In der Sarah Bosetti Late Night Show "Der unterdrückte Mann – Müssen Frauen Macht abgeben?" vertrat Bönt die Ansicht, dass der neue Nationalismus eine Reaktion von Männern ist, die sich in der Familie unwohl fühlen und nicht glauben, in Genderdebatten und Feminismus etwas gewinnen zu können. Er kommentierte die Sendung später auf Youtube.
Auf Telepolis erschien ein Essay zur Zukunft der SPD.
Im Heft 4/25 Zeitzeichen erschien ein Essay zu Männlichkeit und Neonationalismus.
Ralf Bönt lebt in Berlin.

## Rezeption
Wolfgang Herrndorf zitiert eine Version von Bönts Wikipedia-Artikel in einem Eintrag seines Internettagebuchs Arbeit und Struktur 2010, der später im gleichnamigen Buch veröffentlicht wurde:
Für Aufsehen sorgte Bönts Auftritt beim Bachmannpreis 2009, wo er einen artistischen Text über Heinrich Hertz vorlas, dessen Erzähler ein Phonon ist. Da die Jury es nicht von einem Photon unterscheiden konnte, griff Bönt in die Diskussion ein, obwohl Autoren in Klagenfurt nach einem ungeschriebenen, noch aus der Gruppe 47 stammenden Gesetz eigentlich schweigen sollen. Sichtlich amüsiert erklärte Bönt der überforderten Jury den Unterschied von Licht und Schall.
Herrndorf nennt die Stelle seinen „all-time favourite bei selbstgeschriebenen Wikipediaeinträgen“.

## Auszeichnungen
- 3sat-Preis beim Ingeborg-Bachmann-Wettbewerb (1998)
- Förderpreis des Landes Nordrhein-Westfalen für Literatur (2000)
- Kelag-Preis beim Ingeborg-Bachmann-Preis (2009)

## Stipendien
- German Book Office-Stipendium New York (2000)
- Stipendium Rowohlt-Stiftung, Lausanne (2001)
- Stipendium Schloss Wiepersdorf (2001)
- Stipendium Stiftung Künstlerdorf Schöppingen (2003)
- Stipendium der Deutschen Akademie Rom Casa Baldi (2004)
- Stipendium der Akademie der Künste Berlin, Villa Serpentara (2008)
- Alfred-Döblin-Stipendium (2009)
- Initial Stipendium Akademie der Künste Berlin (2021)

## Veröffentlichungen

### Belletristik
- Icks, Piper, München, Zürich, 1999, ISBN 978-3-8321-6134-7
- Gold Piper, München, Zürich, 2000, ISBN 3-492-04091-8
- Traumstadtbuch (2001), mit Dirk Vaihinger und Sylvia Sasse
- Berliner Stille, Wallstein Verlag, Göttingen, 2006, ISBN 978-3-8353-0030-9
- Titelkampf (2008), als Mitherausgeber
- Die Entdeckung des Lichts, DuMont Buchverlag Köln 2009, ISBN 978-3-8321-9517-5
- Das entehrte Geschlecht. Ein notwendiges Manifest für den Mann. 1. Auflage. Pantheon, München 2012, ISBN 978-3-570-55185-1.
- Das kurze Leben des Ray Müller, DVA 2015, ISBN 978-3-421-04639-0